# Staudenhof (Berching)
Staudenhof ist ein Gemeindeteil der Stadt Berching im Landkreis Neumarkt in der Oberpfalz.
Die Einöde wurde am 1. Juli 1972 gemeinsam mit Fribertshofen nach Berching eingemeindet.
Staudenhof besteht aus dem Landwirtschaftlichen Betrieb des Klosters Plankstetten. Seit 1994 wird der Betrieb rein ökologisch bewirtschaftet. Aktuell sind es 350 ha.